# 峻壁角
峻壁角，海南岛西岸的海角。地理坐标为北纬 19°21'6.00",东经108°38'36.00"。 
- 1996年，中国政府发布关于领海范围的声明，峻壁角为中国领海基点之一。